# 和平波
和平波（英語：Pray For Mir，來港前稱），是一匹在澳洲和香港出賽的賽駒，來港後練馬師是巫偉傑。

## 簡介
週歲時，「和平波」於2022年Inglis Australian Easter Yearling Sale以950,000澳元成交。其後，「和平波」被運來香港服役，加盟巫偉傑馬房。
2024年9月28日，「和平波」打開其在港的勝利之門。
2025年5月31日，蔡明紹策騎「和平波」勝出國際三級賽獅子山錦標，使得練馬師巫偉傑取得從練後的首場國際分級賽勝仗。

## 在港勝出賽事全紀錄
| 比賽日期   | 賽事名稱           | 賽事班次 | 賽道 | 賽事路程 | 比賽馬場 | 名次 | 完成時間 | 騎師   |
| ---------- | ------------------ | -------- | ---- | -------- | -------- | ---- | -------- | ------ |
| 28/09/2024 | 荃樂讓賽           | 第三班   | 草地 | 1600米   | 沙田馬場 | 1    | 1:34.28  | 蔡明紹 |
| 31/05/2025 | 獅子山錦標（讓賽） | G3       | 草地 | 1600米   | 沙田馬場 | 1    | 1:33.83  | 蔡明紹 |

## 外部連結
- . 2025-05-31  [2025-05-31].